# Пивоварка (река)
Пивова́рка — малая река в Алтайском крае России, левый приток Барнаулки. Бассейн полностью находится в пределах города Барнаула. Историческое название — Пранка.

## Гидрография
Истоками реки до недавнего времени были небольшие озёра на территории Ленинского района. Однако за последние 20-30 лет они уничтожены, речной сток перекрыт уличными магистралями. Теперь Пивоварка начинается на территории городского парка Юбилейный. Длина реки — около 7 километров. Устье находится на территории Центрального района (на 6 километров выше впадения Барнаулки в Обь).
Бассейн Пивоварки приурочен к Приобскому плато, левому борту Барнаульской ложбины древнего стока. Характер рельефа нижней части осложнён эоловыми формами — дюнами, буграми и грядами. В среднем течении реки находится водопад (в районе пересечения Пивоварки с железнодорожным полотном в районе проспекта Строителей — Павловского тракта).
Одним из крупных притоков реки является безымянный ручей в районе улицы Юрина — его краеведы назвали «барнаульской Неглинкой» из-за тоннеля под железнодорожными путями длиной более 210 метров в истоке. До постройки железнодорожного и авто- вокзалов ручей мог вытекать из прудов, а сейчас его питанием может быть как городская ливневая канализация, так и технические сливы из локомотивного депо.
Колочно-степные зональные ландшафты в верховьях бассейна заменены урбанизированными: с лесопарковой растительностью у истоков и жилой застройкой, доходящей практически до русла реки. В низовьях частично сохранились сосновые леса — остатки Барнаульского реликтового ленточного бора.

## Экологическое состояние
Водоохранная зона реки Пивоварки колеблется от 50 до 300 метров. Жилая застройка занимает половину территории, а вместе с промышленными предприятиями — 60,2 %. Расстояние от жилых кварталов до русла реки минимально (в среднем 5-6 метров), а местами граница застройки совпадает с прирусловой бровкой. Высока здесь доля нарушенных земель и свалок — 12 %. Прибрежные защитные полосы реки застроены на 38,9 %, нарушенные земли занимают 16,7 %.
Основные источники загрязнения реки находятся в её пойме: авторемонтная база, канализационно-насосная станция, подразделения предприятия «Барнаульский Водоканал», очистные сооружения в парке Юбилейном, химзавод. Берега местами превращены в свалки бытового мусора, трупов животных, строительных отходов. Зимой в речную пойму сталкивается снег, собираемый с улиц города. В пробах снега концентрации вредных веществ превышает ПДК от 2,6 до 94 раз (это взвешенные вещества, нефтепродукты, аммиак, нитраты). Состояние воды в Пивоварке по микробиологическим показателям не соответствует гигиеническим требованиям к составу и свойствам Н2O в водоёмах в черте населённых мест.
В апреле-мае 2018 года внимание СМИ и пользователей социальных сетей привлёк остров из использованных бутылок на реке у барнаульского посёлка Булыгино, увеличившийся в размерах из-за паводка.

### Изменение цвета
В 2015 году барнаульцы стали замечать регулярное изменение цвета реки до грязно-молочного: «Каждый месяц, примерно в одно и тоже число, река Пивоварка приобретает цвет зелёного молока и источает ужасную вонь по всей округе. Вверх по реке есть частные производства, которые, как я думаю, сливают ЭТО». Проверка Роспотребнадзора показала превышение в 193 раза предельно-допустимой концентрации вредных веществ в воде Пивоварки. По итогам инцидента в мае 2015 года ведомство выписало штраф на 55 тысяч рублей за «самовольное проведение работ на реке, приведшее к загрязнению Пивоварки», не раскрыв при этом источник выбросов. Однако жители близлежащих к реке домов вновь высказывались о загрязнении реки в июле и сентябре 2015 года.

### Общественное движение в защиту реки
В апреле 1993 года барнаульскими рок-музыкантами из группы «Дубовая роща» была проведена первая акция — художественно-экологический сплав по Пивоварке. В 2003 году, 10 лет спустя, для привлечения внимания властей к проблеме реки, состоялся второй сплав на каяках и экологический субботник с участием школьников, студентов и журналистов Барнаула. Дальнейшие водно-экологические акции группы «Дубовая роща» (2006—2008), хотя и назывались сплавами по Пивоварке, фактически проходили на Барнаулке на участке от устья Пивоварки до моста на Ленинском проспекте.
Некоторое время в Барнауле существовала общественная организация «Пивоварка», учрежденная 3 ноября 2003 года. Она занималась освещением ситуации с водными объектами города: фиксировала нарушения санитарного режима и информировала об акциях по очистке рек от мусора. У «Пивоварки» выходила одноимённая газета тиражом 200 экземпляров.